# Вознесение киберлюдей
«Вознесе́ние киберлюде́й» — девятый и предпоследний эпизод 12 сезона сериала «Доктор Кто», выпущенный на BBC One 23 февраля 2020 года. Сценарий написал шоураннер Крис Чибнелл, эпизод срежиссировал Джейми Магнус Стоун. Это первый эпизод истории из двух частей, вторым эпизодом является «Вечные дети».
Роли исполнили Джоди Уиттакер (Тринадцатый Доктор), Брэдли Уолш (Грэм О’Брайен), Тосин Коул (Райан Синклер) и Мандип Гилл (Ясмин Хан).

## Сюжет
В сельской Ирландии примерно в 1920-х годах молодая пара находит и усыновляет брошенного ребёнка, называя его Бренданом. Он становится полицейским и оказывается застрелен в молодом возрасте на одном из первых заданий, но по неизвестной причине остаётся невредимым. Спустя годы он уходит на пенсию, но сталкивается с двумя мужчинами — его приёмным отцом и наставником, ни один из которых не постарел, — которые берут его в «задний офис» и помещают электроды к его голове, говоря ему, что они должны «начать всё сначала» и что он ничего не вспомнит…
В далёком будущем последние люди прячутся от киберлюдей, которые охотились на человечество почти до полного его исчезновения. Когда пара кибершаттлов прибывает, Доктор и её спутники устанавливают средства для защиты людей от группы атакующих кибердронов. Однако их устройства отказывают, и некоторые из людей погибают. Доктор приказывает своим спутникам уйти с оставшимися людьми на их корабле и добраться до безопасного места, но Райан и ещё один человек по имени Итан отделены лидером киберлюдей Ашадом. Райан и Итан убегают, чтобы помочь Доктору в захвате одного из кибершаттлов, но киберлюди преследуют в другом кибершаттле.
В глубоком космосе Яс, Грэм и другие три человека (Йедларми, Равио и Бескот) обнаруживают, что они путешествуют через поле боя, окружённое мёртвыми киберлюдьми. Они садятся на борт заброшенного киберкарриера, который, по их мнению, может доставить их на Ко Шармус, гавань, которая предположительно является домом для границы, портал, который отправляет людей на другую сторону вселенной, где за ними не могут следить киберлюди. Грэм и Равио обнаруживают, что киберкарриер содержит тысячи новых кибервоинов в стазисе, как только Ашад и его команда причаливают к своему шаттлу.
Доктор, Райан и Итан прибывают на планету, где находится Ко Шармус. Они обнаруживают, что Ко Шармус — это человек, который помог другим людям пройти через границу, но остался в качестве перевозчика на случай, если другие выжили. Он ведёт их к границе, и открывается портал. Ашад и киберлюди начинают резать, перестраивать кибервоинов и воскрешать их, в то время как Грэм и Равио возвращаются на контрольную палубу. Ашад ведёт воинов на контрольную палубу, когда Яс удаётся связаться с Доктором, предупреждая её, что корабль почти там, но он несёт многочисленных кибервоинов.
Доктор на планете в ужасе наблюдает за тем, как с другой стороны портала обнаруживается разрушенный Галлифрей, к большому всеобщему замешательству. Мастер прыгает через него, восклицая, что Доктор должен бояться, потому что «всё скоро изменится, навсегда».

## Производство

### Разработка
«Вознесение киберлюдей» было написано автором Крис Чибнолл. Дальнейшие подробности эпизода были объявлены в Журнал «Доктор Кто» № 548 в начале февраля 2020 года.

### Кастинг
Джули Грэм сыграла Равио. Ян Мак Элхинни и Стив Туссен — приглашённые звёзды в двухсерийном финале, «Вознесение киберлюдей» и «Вечные дети».

### Киносъёмка
Джейми Магнус Стоун продюсировал пятый блок из девятого и десятого эпизодов.

## Трансляция и рейтинги

### Телевидение
«Вознесение киберлюдей» вышло в эфир 23 февраля 2020 года.

### Рейтинги
«Вознесение киберлюдей» за одну ночь посмотрело 3,71 миллиона зрителей, что делает его восьмой самой просматриваемой программой за день в Соединённом Королевстве.

### Критический приём
Эпизод получил одобрение 92 % и средний рейтинг 7,44 / 10 на агрегаторе «Rotten Tomatoes», основываясь на 13 отзывах критиков.